# 救主堂 (罗马)

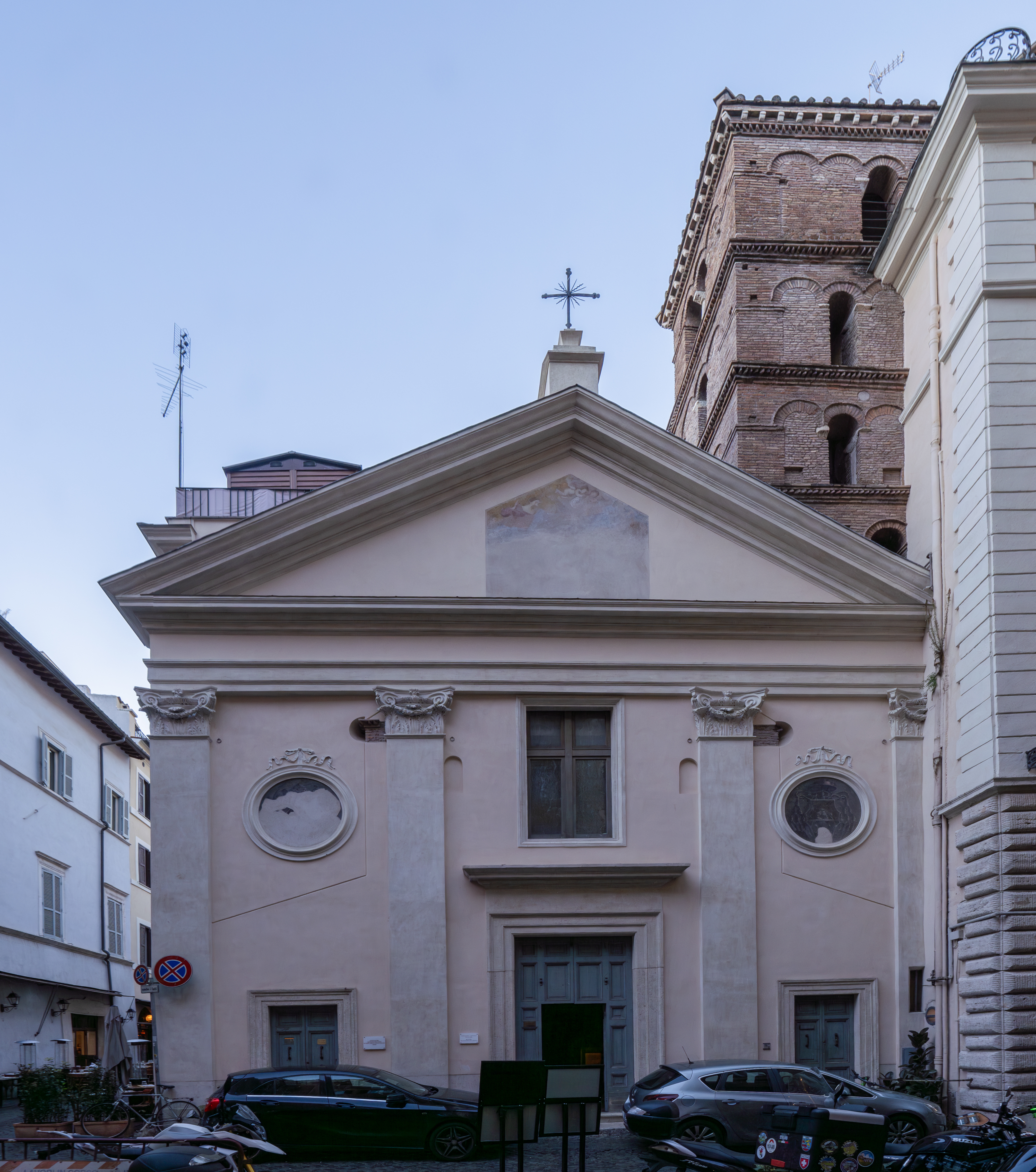

救主堂（San Salvatore alle Coppelle）是罗马的一座教堂，位于圣尤斯塔基奥区。

## 历史
该堂建成于1195年11月26日，教宗策肋定三世时期。但是中世纪建筑现在仅存钟楼。18世纪重建。
1914年3月31日，该堂成为罗马尼亚希腊天主教会的国家教堂，开始采用拜占廷礼。